# Kramářka
Přírodní památka Kramářka je přírodní památka ležící na okraji nivy při pravém břehu Nežárky. Památka byla vyhlášena 1. ledna 2016 správou chráněné krajinné oblasti Třeboňsko. Na území přírodní památky protéká asi šest kilometrů dlouhý Kramářský potok. Území památky se nachází v nadmořské výšce 416–420 metrů a dříve se v něm těžila rašelina.